# 1950 في الجزائر
الأحداث من عام 1950 في الجزائر.

## المواليد

### مايو
- 5 مايو - نور الدين حمل - لاعب كرة قدم جزائري .
- 6 مايو - نور الدين سعدي - لاعب كرة قدم جزائري .